# کفشهای میرزا نوروز
کفشهای میرزا نوروز یک فیلمِ کمدی است به کارگردانیِ محمّد متوسّلانی که سالِ ۱۳۶۴ با بازیِ علی نصیریان و محمّدعلی کشاورز و سعید امیر سلیمانی و جمشید لایق و دیگرانی ساخته شده است.

## داستان
میرزا نوروز عطّاری خسیس است که حاضر نیست کفش‌های فرسوده و پر از وصلهٔ خود را یکسو نهد و کفشِ نو بخرد؛ و همین سبب شده تا اهلِ شهر او را دست‌بیندازند. همسر و فرزندانِ میرزا نیز، که دیگر طاقتِ این حال را ندارند، ترکش می‌کنند و شرطِ بازگشتشان را کفشِ نو خریدنِ میرزا قرار می‌دهند. سرانجام میرزا با بی‌میلی رضایت به خریدِ کفشِ تازه می‌دهد و می‌خواهد که کفش‌های وصله‌خورده‌اش را دور بیندازد؛ ولی به هر جا که پرتابشان می‌کند، حادثه‌ای پیش‌می‌آید و میرزا را نزدِ قاضی می‌برند. این ماجرا تا آنجا پیش می‌رود که میرزا نوروز در شرفِ قصاصِ نفس قرار می‌گیرد. ولی در آخرین لحظه از مرگ می‌رهد و، با سوزاندنِ کفش‌های کهنه‌اش در آتش، خود را یکبارگی از شرّشان رها می‌سازد و زندگیِ خانوادگی را بازمی‌یابد.

## فیلم‌نامه
فیلم‌نامهٔ کفشهای میرزا نوروز بر اساسِ نوشتهٔ سوسن تسلیمی و نیز بازنوشته کفش‌های مبارکِ بهرام بیضایی است.

## بازیگران و صداپیشگان
- علی نصیریان با صدای منوچهر اسماعیلی در نقشِ میرزا نوروز
- محمّدعلی کشاورز با صدای احمد رسول‌زاده در نقشِ حاکم
- سعید امیر سلیمانی با صدای عزت‌الله مقبلی در نقشِ معتمدالتّجار
- زهرا برومند با صدای شهلا ناظریان در نقشِ زنِ میرزا نوروز
- جمشید لایق با صدای اصغر افضلی در نقشِ تلکه‌بگیرِ قانون و کاتب
- کاظم افرندنیا با صدای حسین عرفانی در نقشِ گزمه
- عزت‌الله رمضانی‌فر با صدای اصغر افضلی در نقشِ گزمه
- رضا عبدی با صدای پرویز ربیعی در نقشِ مشاورِ حاکم
- محمّدعلی ورشوچی با صدای حسین معمارزاده در نقشِ کفّاش
- محمّدعلی ساربان
- گوهر گلکار
- محسن اصلانی
- محمّد عمرانی
- بشیری
- سامی تحصّنی
- ایرج صفدری
- عبّاس اکمالی
- علی وفادار
- علی اسدی
- رحیم ارمغان
- مهرداد ارمغان
- عبدالله صفدری
- منصور ساعی
- سعید محقّق
- نریمان عرب‌زاده
- اصغر خندان
- رضا شاد
- شیرین سخن
- منصور نصیری
- حسین عبّاسی
- ناصر احمدی در نقشِ جلّاد
- تورج نصر در نقشِ مشتریِ عطّاری

گویندگانِ دیگر: مهدی آرین‌نژاد، تورج نصر، شهروز ملک‌آرایی، تورج مهرزادیان، صادق ماهرو، امیرهوشنگ قطعه‌ای، مینو غزنوی و ...
سرپرستِ گویندگان: امیرهوشنگ قطعه‌ای

## نمایش
کفشهای میرزا نوروز نخست در جشنوارهٔ فیلمِ فجرِ ۱۳۶۴ به نمایش درآمد. سپس از نوروزِ ۱۳۶۵ در سینماهای ایران به نمایشِ عمومی درآمد و هفتمین فیلمِ پرفروشِ سال شد.

## در نظرِ دیگران
جمال امید ویژگی‌های فنّی و موقعیت‌های کمیکِ فیلم را پسندیده؛ ولی تمرکز بر شخصیتِ میرزا را مخلِّ انسجامِ فیلم گفته است.

## در فرهنگِ عامّه
اصطلاحِ «کفش‌های میرزا نوروز» پس از این فیلم در ایران مَثَل شد.